# 藤原良
藤原 良（ふじわら りょう）は、日本の脚本家、作家、ライター。本名・生年月日・出生地は非公開。
脚本家として、数々の映画やドラマの脚本を執筆。また複数のペンネームを用いて、著作、月刊誌や漫画原作なども執筆している。

## 作品

### 映画
- Ｎ-紫の天使-(2023年)脚本
- 美人犯罪心理学者(2021年)脚本
- 実録東京コンフィデンシャル4(2021年)脚本
- 靴屋と彼女のセオリー(2020年)脚本
- 月曜日の10の約束(2020年)脚本/オムニバス
- 実録東京コンフィデンシャル3(2019年)脚本
- 実録東京コンフィデンシャル2(2018年)脚本
- ボストンの鉄爪(2018年)脚本/原案
- 実録東京コンフィデンシャル(2018年)脚本
- ピストル楊5(2017年)脚本
- 実録マフィアンヤクザ11(2017年)脚本/原作
- 銃撃の流儀 (2017年)脚本
- 実録マフィアンヤクザＸ(2016年)脚本/原作
- キリマンジャロは遠く（2016年） 脚本
- ピストル楊4(2016年)脚本
- エローン・レンジャー 性なる力で甦ったヒロイン(2015年) 脚本
- インフィニティ(2015年)脚本
- M R 医薬情報担当者 処方ミス 5 (2015年)脚本
- 芋洗坂係長のボルトマン 俺の汗で世界を救う！(2014年) 脚本
- 実録マフィアンヤクザ IX (2014) 原作/脚本
- 修羅がごとく(2014年)脚本/原案
- 実録マフィアンヤクザ V MONEYTRAPPING (2013年) 脚本/原作
- ピストル楊2 PISTOLACTION (2013年) 脚本
- 悪魔ハンティング (2013年) 脚本
- 実録マフィアンヤクザ VI UNDERWORLD (2013年) 脚本/原作
- ＭＲ医薬情報担当者3  ジェネリック (2013年) 脚本
- ピストル楊3 Once Upon A Time (2013年) 脚本/原案
- 実録マフィアンヤクザ VII GROUNDDOCUMENT (2013年) 脚本
- ＭＲ医薬情報担当者 fourthstage フェーズIV (2013年) 脚本
- 実録マフィアンヤクザ VIII PRIVATECRIME (2013年) 脚本
- 桜塚やっくんの美女men (2013年) 脚本
- 極妻代紋 (2013年) 原案/脚本
- 十三夜の月 (2013年) 脚本
- 実録マフィアンヤクザ IV ABOVE THE BYLAW (2012年) 脚本
- ハイクラスエヴォリューション(2012年)脚本
- ピストル楊 (2012年) 原案/脚本
- 実録マフィアンヤクザ PUBLIC ENEMIES (2012年) 原作/脚本
- 新スパイガール大作戦 ～惑星グリーゼの反乱〜(2012年) 脚本
- 昆虫探偵(2011年)脚本
- ハイクラス(2011年)脚本
- M R医薬情報担当者(2011年)脚本
- 都市霊伝説 幽子 (2011年) 脚本協力
- 実録マフィアンヤクザII DIRTYCONNECTION (2011年) 原作
- アブノーマルアクティビティ(2010年)脚本
- 都市霊伝説 心霊工場 (2010年) 脚本
- 実録マフィアンヤクザ UNDERGROUND (2009年) 原作/脚本
- 派遣ウォーズ オフィス裏事情最前線 (2003年) 脚本
- 夜叉 殺しの掟 (2003年) 脚本
- 今井雅之の爆走デコトラ烈伝 (2003年) 脚本
- イカす女整体師 (2002年) 脚本
- アネモネの神話 (2001年)脚本
- パラノイア (2000年)脚本
- イレズミボクサー(1999年)脚本

### 舞台戯曲
- 仁義なきギャル組長　～ジャーナリスト・土門瑛太のＭ資金真相解明ファイル～(2023年/仁義なきギャル組長パートナーズ)脚本
- 九識のスプリント～いざ、駆ける瞬間～(2021年/メーテレ)原作/脚本
- 舞台 少年陰陽師 現代編 遠の眠りのみな目覚め(2020年/角川ビーンズ文庫)脚本
- 心読妙(2019年)作
- マキシマムスピード(2019年)作
- 下町小話(2018年) 作
- どんだけやねん？！(2018年) 作
- ライドオン・ジンリキシャ(2018年) 作
- シネマシーズンドットコム(2018年) 作
- 手紙(2018年) 作
- パパによろしく(2018年) 作

### ゲーム
- 獅子の如く 戦国湯舟評定(2021年/6waves/アプリゲーム)原案/脚本

## 著作
- 山口組東京進出第一号 (2024年太田出版)
- Ｍ資金　欲望の地下資産 (2022年太田出版)
- 九識のスプリント～いざ、駆ける瞬間～(2021年アジア新聞社)
- 山口組対山口組(2020年太田出版)
- 三つの山口組(2017年太田出版)
- 菱の血判(2017年サイゾー)
- 実録!!裏社会の教科書(2008年ミリオン出版)
- 実録マフィアンヤクザ(2007年ミリオン出版)

## 受賞歴
- 龍ケ崎映画祭脚本賞
- 上毛新聞社賞
- 伊賀忍者映画祭審査員特別賞　他